# Heinrich Johann Ostermann
Heinrich Johann Friedrich hrabě Ostermann (rusky Граф Андрей Иванович Остерман – Andrej Ivanovič hrabě Ostermann; 9. červen 1686 Bochum – 31. květen 1747 Berjozovo) byl ruský diplomat a generál admirál ruského impéria .

## Životopis
Narodil se v Bochumi jako syn faráře Johanna Conrada Ostermanna. Rodina Ostermannů byla respektovanou rodinou, ze které vzešli starostové, právníci a soudci. Chodil do školy na gymnáziu v Dortmundu a Soestu. Heinrich Ostermann musel uprchnout do Holandska jako student práv v Jeně a to kvůli duelu, ve kterém zabil protivníka v opilém stavu. V roce 1704 vstoupil do ruských námořních služeb. Brzy si získal důvěru cara Petra I. a poté získal významnou roli v ruské státní službě. Oženil s Marfou Ivanovnou Strešněvovou (1698–1781), která patřila k ruské aristokracii a do značné míry se přizpůsobil životnímu stylu země, přijal ruské jméno, zůstal však protestantem. Díky svým jazykovým znalostem se stal pravou rukou vicekancléře Petra Pavloviče Šafirova, kterému pomáhal při úspěšném vypracování Prutského míru ze dne 23. července 1711. Heinrich Ostermann vedl jednání v Ålandském kongresu a mírová jednání v Nystadu 10. září 1721, načež byl jmenován baronem a radním v tajné radě a v roce 1725 carským vicekancléřem. V roce 1730 získal dědičný titul hrabě. V roce 1734 byl carevnou Annou I. pověřen ministerstvem zahraničních věcí. Pruským králem Friedrichem Vilémem I. byl vyznamenán Řádem černého orlice. Když byl jmenován Ivan VI. v roce 1740 Anniným nástupcem, obdržel titul velkoadmirála. Avšak po nástup carevny Alžběty Petrovny na trůn v následujícím roce přinesl jeho svržení. Byl zatčen částečně z důvodu jeho prorakouské politiky. Byl odsouzen k popravě v kole na základě obvinění z toho, že způsobil vyloučení Alžběty z nástupnictví. Těsně před popravou byl rozsudek přeměněn na doživotní exil na Sibiři, kde zemřel o pět let později v roce 1747.

## Vyznamenání
Řád sv. Ondřeje, Řád sv. Alexandra Něvského, Řád Dannebrog, Řád bílé orlice, Řád černé orlice.